# リベリカコーヒーノキ
リベリカコーヒーノキ（学名:Coffea liberica）は、西アフリカのリベリア原産のアカネ科の植物である。アラビカコーヒーノキやロブスタコーヒーノキとともにコーヒー3原種に数えられるが、消費量は少なく世界全体の流通量の1パーセントに満たない。

## 特徴
樹高は高く、樹形は剛直である。葉は肉厚である。5メートルから17メートル程度にまで成長する常緑低木で、20センチから30センチほどの光沢のある葉をつける。果実はひし形で他種に比べて大きく、熟すと赤や黄色になる。気温や湿度などといった環境にも順応性が高いが、サビ病などの病害に弱い。熱帯にあるマレーシアやフィリピンなどの低地で栽培されている。

## 利用
ロブスタコーヒーノキとともに19世紀末に発見され20世紀始めから生産が始まった。コーヒー豆としてはアラビカ種に比べて酸味がなく、苦みが強くて味が劣る。果実が大きいので加工がしづらく、また、豆の凹凸のせいで乾燥にバラツキが生じてしまうのも味が落ちる原因である。加えて、病害にも弱く生産性が低いため、西アフリカの生産諸国の国内で消費されたりわずかにヨーロッパに輸出されたりする他には研究用や交配用の種として利用される程度である。しかし、2023年現在、今後温暖化が進行し、その影響でアラビカ種が栽培できなくなってしまった場合の代替として、エクセルサ種とともに可能性を見出されている。